# Oriola
Oriola is een plaats (freguesia) in de Portugese gemeente Portel en telt 495 inwoners (2001).